# Hélvia (gens)
Hélvia (em latim: Helvia, pl. Helvii) era uma família plebeia da Roma Antiga. Esta gens é mencionada pela primeira vez na época da Segunda Guerra Púnica, mas o único membro da família a ocupar qualquer magistratura curul durante a República foi Caio Hélvio, que foi pretor em 198 a.C.. A família caiu na obscuridade depois, da qual foi posteriormente resgatada pelo imperador Pertinax, quase quatro séculos depois.

## Prenomes
Sabe-se que os Hélvios da República usaram os prenomes Cneu (Gnaeus), Caio (Gaius) e Marco (Marcus). Na época imperial encontramos também Lúcio (Lucius) e Públio (Publius). Todos estes eram os prenomes mais comuns na história romana.

## Ramos e Cognomes
Os sobrenomes dos Hélvios durante a República incluíam Blásio, Cina e Mância, mas vários membros da família aparecem sem cognome. Sob o Império, vários Hélvios são encontrados com o sobrenome Rufo, mas não se sabe se constituíam uma família distinta da gens Hélvia.

## Membros
- Cneu Hélvio (Gnaeus Helvius), era um tribuno militar que foi morto em combate com os Gauleses e Cartagineses perto de Mediolano in 203 a.C.
- Caio Hélvio, pretor em 198 a.C., com Catão, o Velho, seu colega como edil plebeu no ano anterior. Ele acompanhou o cônsul Sexto Élio Peto Cato até a Gália Cisalpina e recebeu o comando de um dos exércitos do cônsul. Nove anos depois, em 189 a.C., foi legado ao cônsul Cneu Mânlio Vulsão na Galácia.
- Marco Hélvio Blásio, edil plebeu em 198 a.C., e pretor em 197 a.C., foi designado para a província de Hispânia Ulterior. Ao voltar para casa em 195 a.C., ele foi atacado por um exército de 20 mil celtiberos perto da cidade de Iliturgis na Hispânia Citerior; sua guarda de 6.000 pessoas derrotou os celtiberos e tomou a cidade. Foi agraciado com uma ovação, e em 194 foi um dos comissários da fundação da colônia de Siponto na Apúlia.
- Hélvio Mância, um orador de certa esperteza, cuja aparência pobre foi ridicularizada ou por Caio Júlio César Estrabão, com quem estava envolvido em uma ação judicial, ou (segundo Plínio), por Lúcio Licínio Crasso, o orador, cerca de 90 a.C.
- Hélvio Blásio, amigo de Décimo Júnio Bruto Albino, para quem tentou dar o exemplo tirando a própria vida, quando Bruto foi capturado por seus inimigos.
- Caio Hélvio Cina, um poeta célebre, amigo de Catulo, e tribuno da plebe em 44 a.C. Foi linchado no funeral de Júlio César após ser confundido, por causa de seu nome, com o pretor Lúcio Cornélio Cina, que acabara de fazer um discurso incendiário em apoio aos assassinos do ditador.
- Marco Hélvio Rufo, um soldado que foi reconhecido por sua bravura na batalha contra Tacfarinas. Ele pode ser a mesma pessoa que Marco Hélvio Rufo Cívica.
- Marco Hélvio M. f. Rufo Cívica, um centurião, nomeado em inscrição dedicatória de Vária no Lácio ], datado do reinado de Tibério.[2]
- Hélvia, esposa de Marco Aneu Sêneca, e mãe de Séneca.
- Marco Hélvio Gemino, elevado ao patriciado pelo imperador Cláudio, foi governador da Macedônia, e legadoproconsular da Ásia.[3]
- Lúcio Hélvio Agripa, governador proconsular da Sardenha de 68 a 69 d.C.[4]
- Hélvia Prócula, esposa de Caio Dílio Vócula, comandante da vigésima segunda legião. Quando seu marido foi morto durante a Rebelião Batava em 70 d.C., Hélvia dedicou um monumento em Roma comemorando sua carreira militar e política.[5]
- Cneu Hélvio Sabino, ao candidato à posição de edil em Pompeia pouco antes da erupção do Monte Vesúvio em 79 d.C. Mais de cem avisos para sua eleição foram encontrados.
- Hélvio Sucesso, pai do imperador Pertinax, era um liberto, que trabalhava como comerciante de lã e carvoeiro em Alba Pompeia.
- Marco Hélvio Clemente Destriano, governador equestre da província da Récia durante o reinado de Cômodo.
- Públio Hélvio Pertinax, imperador de janeiro a março de 193 d.C. Após uma ilustre carreira militar e política, ele foi proclamado imperador após o assassinato de Cômodo, e embarcou em uma série de reformas; mas na pressa ele rapidamente fez inimigos, e logo foi despachado pela Guarda Pretoriana.[6]